# Ngahuia Te Awekotuku
Ngahuia Te Awekotuku, född 1949, är en nyzeeländsk akademiker. Hon har  specialiserat sig på frågor som rör māori-kulturen och är en lesbisk aktivist.

## Biografi
Te Awekotuku härstammar från Te Arawa, Tūhoe Waikato iwi. Hon utnämndes till professor vid Waikato University. där hon sedan pensioneringen är professor emerita. Under sin aktiva tid forskade hon bland annat om tā moko, det vill säga traditionella tatueringar hos ursprungsbefolkningen på Nya Zeeland.